# Rayner-Gletscher
Der Rayner-Gletscher ist ein dominanter Gletscher im ostantarktischen Enderbyland. Er fließt aus den Nye Mountains in nördlicher Richtung zur Küste, die er unmittelbar westlich der Condon Hills erreicht.
Entdeckt wurde er von Douglas Walter Leckie (* 1920), Flugstaffelführer der Royal Australian Air Force, bei einem Überflug im Oktober 1956 im Rahmen der Australian National Antarctic Research Expeditions. Das Antarctic Names Committee of Australia (ANCA) benannte den Gletscher 1958 nach dem australischen Geophysiker Jack Maxwell Rayner (1906–1982), Leiter des Bureau of Mineral Resources des Australian Department of National Development von 1958 bis 1969.